# Okres Lengyeltóti
Okres Lengyeltóti (maďarsky Lengyeltóti kistérség) je bývalý okres maďarské župy Somogy. Jeho správním centrem bylo město Lengyeltóti. V roce 2013 byl sloučen s okresem Fonyód.

## Sídla
| - Buzsák - Gyugy - Hács - Kisberény - Lengyeltóti | - Öreglak - Pamuk - Somogyvámos - Somogyvár - Szőlősgyörök |